# 土公一
土公一（双鱼座c，c Psc）是双鱼座的一颗恒星，视星等为+5.69，距离地球约120光年。